# Esteban el Joven
Esteban el Joven fue un monje nacido en Constantinopla en los primeros años del siglo VIII. A los quince años entró al monasterio de san Ausencio de Calcedonia. Tras la muerte de su padre, volvió a Constantinopla y tomó a su madre consigo para llevarla a otro monasterio en Bitinia. Allí llegó a ser abad cuando comenzaron las luchas iconoclastas. Su fama de vida santa era tan conocida, que el emperador Constantino V Coprónimo quiso hacerlo suscribir las conclusiones del Concilio de Hieria. Dado que Esteban se negó, fue encarcelado, exiliado y luego flagelado. Finalmente se le arrastró fuera de la capital del imperio y, al parecer, los soldados lo habrían matado a golpes. Esto fue el año 764.
Es considerado mártir tanto en la Iglesia católica como en la ortodoxa.
Los datos sobre su vida son narrados en la Vita de san Esteban el Joven escrita por su homónimo Esteban, diácono de Constantinopla y aparecen en la edición griega de la Patrología de Migne (cf. PG 100, 1069-1086).